# Alberto Issel

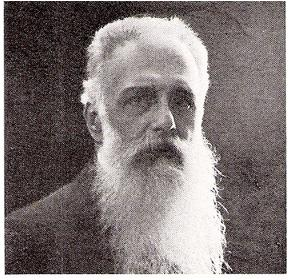
Alberto Issel (c.1920)

Alberto Issel (Genova, 3 giugno 1848 – Genova, 20 maggio 1926) è stato un pittore e imprenditore italiano.

## Biografia
Nato a Genova da Raffaele e da Elisa Sonsino, apprende i primi rudimenti di disegno presso lo studio del maestro Domenico Cambiaso; nel 1866 avvia gli studi di incisione e paesaggio con il maestro Raffaele Granara presso l'Accademia Ligustica, dove si aggiudica per due anni il primo premio per l'incisione.
Nello stesso anno interrompe gli studi per arruolarsi come volontario per l'invasione del Trentino da parte delle truppe garibaldine; ritorna presto a Genova a causa di una ferita riportata a Condino, partecipando con Cacciagione alla mostra della Società promotrice di belle arti, che frequenta con continuità fino al 1880.
Nel 1867 si trasferisce a Firenze, dove prosegue con il maestro Carlo Markò gli studi di pittura, focalizzati sulla riproduzione en plein air dei paesaggi della campagna toscana e dove frequenta il gruppo dei Macchiaioli, venendo particolarmente influenzato dalle opere di Giovanni Fattori (Intorno al fuoco, bivacco). 
In questa fase, partecipa assiduamente alle mostre allestite dalla Società Promotrice di Belle Arti come nel 1872, quando si aggiudica una medaglia d'oro per Le reclute, mentre all'Esposizione di Roma vende a privati Settembre 1870.
Nello stesso periodo entra in contatto con gli artisti liguri della Scuola grigia, in particolare Ernesto Rayper, Serafín Avendaño e Tammar Luxoro e i piemontesi della Scuola di Rivara, come Vittorio Avondo e Federico Pastoris, con i quali si ritrova a Carcare per dipingere dal vero soggetti della campagna ligure ed espone con frequenza alle mostre organizzate dalla Società promotrice di belle arti di Genova.
L'intento degli artisti di queste correnti era di superare, nella resa del paesaggio, l’accademismo e il romanticismo fino a quel momento predominanti.
Dal 1870 si trasferisce periodicamente a Roma, dove frequenta i veristi spagnoli Josè Villegas e Mariano Fortuny e presenta a Parma Fine di aprile, Prima della pesca e Dopo il tramonto, nel 1873 espone a Vienna e a Brera Perlustrazione, tela che riscuote un buon successo di critica e pubblico.
Nel 1880 viene colpito da una malattia agli occhi, che di fatto gli impedisce di proseguire a pieno regime l'attività pittorica e si dedica, pertanto, alla scultura lignea e alla realizzazione di mobili e ceramiche; la conseguente apertura a Genova di un negozio di oggetti d’arte industriale, presto affiancato da laboratori di tessitura e officine, si tramuta in una vera e propria fabbrica, la Alberto Issel Arti Industriali, chiusa definitivamente solo nel 2014.
Dal 1882 insegna presso la Civica Scuola di arti e mestieri dell’Accademia Ligustica, nel 1884 collabora con l'amico Alfredo d'Andrade per realizzare le maioliche per il Borgo Medievale di Torino, ora esposte presso il Museo dell’Accademia stessa e il Salotto Turco all'interno del Castello D'Albertis di Genova.
Nel 1892 si aggiudica una medaglia d'oro per alcuni arredi in legno presentati all’Esposizione Colombiana di Genova, dove è presidente della sezione dedicata all'arte ceramica e vetraria, mentre l'Esposizione torinese del 1902 segna la sua svolta verso lo stile liberty.
Grazie a un brevetto per l’invenzione di un trattamento ignifugo del legno, il business dell'azienda si sposta sull’arredamento navale, dove avvia collaborazioni con i governi italiano, spagnolo e argentino per la realizzazione degli arredi e delle paratie
di piroscafi e incrociatori.
Partecipa alla Biennale di Venezia del 1924 con Rivara e alla Biennale di Monza del 1925, nella sezione ligure, con l'allestimento di ceramiche, porcellane e una sala da studio.
Padre di tre figli avuti da Giulia Nunes Vais (di famiglia ebraica livornese, sorella del noto fotografo Mario Nunes Vais) fra i quali Luisa, erede della collezione di dipinti e Arturo (nato nel 1880), deportato e ucciso ad Auschwitz, muore il 20 maggio 1926; è sepolto nella
sezione ebraica del Cimitero monumentale di Staglieno.
Era fratello minore di Arturo Issel.
La Galleria d'arte moderna di Genova ha dedicato all'artista la sala Alberto Issel, un’officina artistica genovese.

## Stile
Artista poliedrico e industriale di rilievo, nato come pittore paesaggista, di marine e soggetti militari (decisiva la sua breve esperienza di guerra) ed evoluto, a causa di una patologia agli occhi, in importante creatore di arredi e di oggetti decorativi, come le ceramiche, realizzati con stile liberty a tema floreale.
Il lato artistico si sviluppa nell'appartenenza a correnti di rivalutazione della rappresentazione del paesaggio a cielo aperto, come la Scuola grigia e la Scuola di Rivara, oltre all'influenza dei Macchiaioli e, in particolare, del capostipite Telemaco Signorini e di Fattori, con il quale condivide la rappresentazione dei soggetti militari e il forte utilizzo del contrasto tra macchie chiare e scure.
A oggi, la notorietà di Issel risiede nel successo della Alberto Issel Arti Industriali, dove le creazioni sono arricchite dai gusti artistici del proprietario, evidenti in particolare nel colore e negli elementi figurati.

## Opere principali
- La Pineta del Tombolo (1870), olio su tela, collezione privata;
- Paesaggio con figure (1870), olio su tela, Galleria d'arte moderna di Genova;
- Intorno al fuoco, bivacco (1871), olio su tela, Galleria d'arte moderna di Genova;
- Le rive del Tevere (1872), olio su tela, collezione privata;
- Studio nei dintorni di Roma (1872), olio su tela, collezione privata;
- Accampamento di fanteria (1873), olio su tela, collezione privata;
- Ricordi di Roma (1874), olio su tela, collezione privata;
- Al Campo S.Maurizio (1874), olio su tavola, collezione privata;
- Al Pincio (1874), olio su tela, collezione privata;
- Paesaggio con strada e figura (1875-80), olio su tela, Galleria d'arte moderna di Genova;
- Indipendenza (1877), olio su tavola, collezione privata;
- Veduta di Rivara (1879), olio su tela, Museo dell'Accademia Ligustica di Belle Arti, Genova;
- Processione in riviera (1880), olio su tela, Accademia Ligustica di Belle Arti, Genova;
- Il recidivo (1880), olio su tela, Museo storico dell'Arma dei Carabinieri, Roma;
- Lurisia (1923), olio su cartone, collezione privata;
- Il mattino alla foce dell’Arno (non datato), olio su tela, Museo Storico dell’Arma dei Carabinieri di Roma;
- Traghetto di cavalleria (non datato), olio su tela, collezione privata;
- Incontro militare (non datato), olio su tela, collezione privata.